# Tělní tekutiny
Tělní tekutiny jsou tekuté látky, které se nachází v těle organismů. Většina tekutin koluje v těle organismu, některé tekutiny jsou vylučované z těla ven (odpadní). 
Následující seznam je sestaven s důrazem na tělní tekutiny člověka.
Zajišťují homeostázu. Patří do něj:
- Alveolární tekutina
- Chylus
- Sperma
- Endolymfa
- Hemolymfa
- Hlen
- Hnis
- Komorový mok v oku
- Kožní maz
- Krev a krevní plazma
- Lymfa
- Mateřské mléko
- Mozkomíšní mok
- Moč
- Pankreatická šťáva
- Plodová voda obklopující plod
- Pot
- Poševní sekret
- Preejakulát
- Sklivec
- Slina
- Sliz
- Slzy
- Tkáňový mok
- Trávenina
- Ušní maz
- Vaginální lubrikace
- Voda
- Zvratky
- Žaludeční šťáva
- Ženská ejakulace
- Žluč